# Thylamys
Thylamys  is een geslacht van buideldieren uit de familie der opossums (Didelphidae). De wetenschappelijke naam van het geslacht werd in 1843 gepubliceerd door John Edward Gray.

## Soorten
Er worden negen soorten in dit geslacht geplaatst:
- Ondergeslacht Thylamys
  - Thylamys elegans (Waterhouse, 1839)
  - Thylamys macrurus (Olfers, 1818)
  - Thylamys pallidior (Thomas, 1902)
  - Thylamys pusillus (Desmarest, 1804)
  - Thylamys sponsorius (Thomas, 1921)
  - Thylamys tatei (Handley, 1957)
  - Thylamys venustus (Thomas, 1902)
- Ondergeslacht Xerodelphys
  - Thylamys karimii (Petter, 1968)
  - Thylamys velutinus (Wagner, 1842)